# غار لکی آسپور
غار لکی آسپور مربوط به دوران پارینه‌سنگی تا دوران‌های تاریخی پس از اسلام است و در شهرستان قائنات، بخش مرکزی، روستای لکی آسپور واقع شده و این اثر در تاریخ ۲۷ مرداد ۱۳۸۲ با شمارهٔ ثبت ۹۵۹۲ به‌عنوان یکی از آثار ملی ایران به ثبت رسیده است.